# Список губернаторів Нідерландської Ост-Індії

Перший прапор Голландської Ост-Індської компанії

Це список губернаторів та колоніальних адміністраторів Нідерландської Ост-Індії.

Другий прапор Голландської Ост-Індської компанії

Прапор Амстердамської палати Голландської Ост-Індської компанії

Прапор Нідерландської Ост-Індії

## Губернатори

### Призначалися компанією
| Голландська Ост-Індійська компанія (VOC) | Голландська Ост-Індійська компанія (VOC) | Голландська Ост-Індійська компанія (VOC) | Голландська Ост-Індійська компанія (VOC) | Голландська Ост-Індійська компанія (VOC) |
| №                                        | Портрет                                  | Ім'я                                     | Початок правління                        | Кінець правління                         |
| ---------------------------------------- | ---------------------------------------- | ---------------------------------------- | ---------------------------------------- | ---------------------------------------- |
| 1                                        |                                          | Пітер Бот                                | 1610                                     | 1614                                     |
| 2                                        |                                          | Герард Рейнст                            | 1614                                     | 1615                                     |
| 3                                        |                                          | Лоренс Ріель                             | 1615                                     | 1619                                     |
| 4                                        |                                          | Ян Пітерсзоон Кун                        | 1619                                     | 1623                                     |
| 5                                        |                                          | Пітер де Карпентьє                       | 1623                                     | 1627                                     |
| 6                                        |                                          | Ян Пітерсзоон Кун                        | 1627                                     | 1629                                     |
| 7                                        |                                          | Жак Спекс                                | 1629                                     | 1632                                     |
| 8                                        |                                          | Гендрік Брауер                           | 1632                                     | 1636                                     |
| 9                                        |                                          | Антоні ван Дімен                         | 1636                                     | 1645                                     |
| 10                                       |                                          | Корнеліс ван дер Лейн                    | 1646                                     | 1650                                     |
| 11                                       |                                          | Карел Рейнірш                            | 1650                                     | 1653                                     |
| 12                                       |                                          | Йоан Матсайкер                           | 1653                                     | 1678                                     |
| 13                                       |                                          | Рейклоф ван Гунс                         | 1678                                     | 1681                                     |
| 14                                       |                                          | Корнеліс Спеелман                        | 1681                                     | 1684                                     |
| 15                                       |                                          | Йоганнес Камфейс                         | 1684                                     | 1691                                     |
| 16                                       |                                          | Віллем ван Аутгорн                       | 1691                                     | 1704                                     |
| 17                                       |                                          | Йоан ван Горн                            | 1704                                     | 1709                                     |
| 18                                       |                                          | Авраам ван Рібек                         | 1709                                     | 1713                                     |
| 19                                       |                                          | Крістофель ван Сволл                     | 1713                                     | 1718                                     |
| 20                                       |                                          | Гендрік Звардекроон                      | 1718                                     | 1725                                     |
| 21                                       |                                          | Матеус де Ган                            | 1725                                     | 1729                                     |
| 22                                       |                                          | Дідерік Дюрвен                           | 1729                                     | 1732                                     |
| 23                                       |                                          | Дірк ван Клоон                           | 1732                                     | 1735                                     |
| 24                                       |                                          | Абрахам Патрас                           | 1735                                     | 1737                                     |
| 25                                       |                                          | Адріан Валкенір                          | 1737                                     | 1741                                     |
| 26                                       |                                          | Йоганнес Теденс                          | 1741                                     | 1743                                     |
| 27                                       |                                          | Густаф Віллем ван Імгофф                 | 1743                                     | 1750                                     |
| 28                                       |                                          | Якоб Моссель                             | 1750                                     | 1761                                     |
| 29                                       |                                          | Петрус Альбертус ван дер Парра           | 1761                                     | 1775                                     |
| 30                                       |                                          | Єремія ван Рімсдейк                      | 1775                                     | 1777                                     |
| 31                                       |                                          | Реньє де Клерк                           | 1777                                     | 1780                                     |
| 32                                       |                                          | Віллем Арнольд Альтінг                   | 1780                                     | 1796                                     |

### Призначалися урядом
| Нідерландська Ост-Індія                                            | Нідерландська Ост-Індія                           | Нідерландська Ост-Індія                 | Нідерландська Ост-Індія | Нідерландська Ост-Індія | Нідерландська Ост-Індія                              |
| №                                                                  | Портрет                                           | Ім'я                                    | Початок                 | Кінець                  | Монарх                                               |
| ------------------------------------------------------------------ | ------------------------------------------------- | --------------------------------------- | ----------------------- | ----------------------- | ---------------------------------------------------- |
| 1                                                                  |                                                   | Пітер Герардус ван Оверстратен          | 1796                    | 1801                    | Батавська Республіка (19 січня 1795 – 5 червня 1806) |
| 2                                                                  |                                                   | Йоханнес Сіберг                         | 1801                    | 1805                    | Батавська Республіка (19 січня 1795 – 5 червня 1806) |
| 3                                                                  |                                                   | Альбертус Хенрікус Вісе                 | 1805                    | 1806                    | Батавська Республіка (19 січня 1795 – 5 червня 1806) |
| Французька інтервенція (1806–1811)                                 |                                                   |                                         |                         |                         |                                                      |
| 3                                                                  |                                                   | Альбертус Хенрікус Вісе                 | 1806                    | 1808                    | Людовик I (5 червня 1806 – 1 липня 1810)             |
| 4                                                                  |                                                   | Герман Віллем Дендельс                  | 1808                    | 1811                    | Людовик I (5 червня 1806 – 1 липня 1810)             |
| 4                                                                  | Людовик II (1 липня 1810 – 9 липня 1810)          | Герман Віллем Дендельс                  | 1808                    | 1811                    |                                                      |
| 4                                                                  | Наполеон I (9 липня 1810 – 1811)                  | Герман Віллем Дендельс                  | 1808                    | 1811                    |                                                      |
| 5                                                                  |                                                   | Ян Віллем Янссенс                       | 1811                    | 1811                    |                                                      |
| Британська інтервенція (1811–1816)                                 |                                                   |                                         |                         |                         |                                                      |
| —                                                                  |                                                   | Роберт Ролло Гіллеспі                   | 1811                    | 1811                    | Георг III (1811 – 1816)                              |
| 6                                                                  |                                                   | Стемфорд Рафлз                          | 1811                    | 1816                    | Георг III (1811 – 1816)                              |
| 7                                                                  |                                                   | Джон Фендалл (молодший).                | 1816                    | 1816                    | Георг III (1811 – 1816)                              |
| Голландці повертають повний контроль над голландськими Ост-Індіями |                                                   |                                         |                         |                         |                                                      |
| 8                                                                  |                                                   | Корнеліс Теодорус Елоут                 | 1816                    | 1819                    | Віллем I (1816 – 7 жовтня 1840)                      |
| 8                                                                  | Годерт ван дер Капеллен                           |                                         | 1816                    | 1819                    | Віллем I (1816 – 7 жовтня 1840)                      |
| 8                                                                  | Арнольд Адріан Буйскес                            |                                         | 1816                    | 1819                    | Віллем I (1816 – 7 жовтня 1840)                      |
| Корнеліс Теодорус Елоут і Арнольд Адріан Буйскес залишають посади  |                                                   |                                         |                         |                         |                                                      |
| 9                                                                  |                                                   | Годерт ван дер Капеллен                 | 1819                    | 1826                    | Віллем I (1816 – 7 жовтня 1840)                      |
| 10                                                                 |                                                   | Леонар дю Бюс де Гізіні                 | 1826                    | 1830                    | Віллем I (1816 – 7 жовтня 1840)                      |
| 10                                                                 | Гендрик Меркус де Кок                             |                                         | 1826                    | 1830                    | Віллем I (1816 – 7 жовтня 1840)                      |
| 11                                                                 |                                                   | Йоханнес ван ден Бош                    | 1830                    | 1833                    | Віллем I (1816 – 7 жовтня 1840)                      |
| 12                                                                 |                                                   | Жан Кретьєн Бод                         | 1833                    | 1836                    | Віллем I (1816 – 7 жовтня 1840)                      |
| 13                                                                 |                                                   | Домінік Жак де Еренс                    | 1836                    | 1840                    | Віллем I (1816 – 7 жовтня 1840)                      |
| —                                                                  |                                                   | Карел Сірардус ван Гогендорп            | 1840                    | 1841                    | Віллем I (1816 – 7 жовтня 1840)                      |
| —                                                                  | Віллем II (7 жовтня 1840 – 17 березня 1849)       | Карел Сірардус ван Гогендорп            | 1840                    | 1841                    |                                                      |
| 14                                                                 |                                                   | Пітер Меркус                            | 1841                    | 1844                    |                                                      |
| —                                                                  |                                                   | Ян Корнеліс Рейнст                      | 1844                    | 1845                    |                                                      |
| 15                                                                 |                                                   | Ян Якоб Рохуссен                        | 1845                    | 1851                    |                                                      |
| 15                                                                 | Віллем III (17 березня 1849 – 23 листопада 1890)  | Ян Якоб Рохуссен                        | 1845                    | 1851                    |                                                      |
| 16                                                                 |                                                   | Альбертус Якобус Дуймаєр ван Твіст      | 1851                    | 1856                    |                                                      |
| 17                                                                 |                                                   | Шарль Фердинанд Паю де Мортанж          | 1856                    | 1861                    |                                                      |
| 18                                                                 |                                                   | Людольф Анне Ян Вілт Слоет ван де Бееле | 1861                    | 1866                    |                                                      |
| 19                                                                 |                                                   | Пітер Мейєр                             | 1866                    | 1872                    |                                                      |
| 20                                                                 |                                                   | Джеймс Лаудон                           | 1872                    | 1875                    |                                                      |
| 21                                                                 |                                                   | Йохан Вільгельм ван Лансберге           | 1875                    | 1881                    |                                                      |
| 22                                                                 |                                                   | Фредерик с'Якоб                         | 1881                    | 1884                    |                                                      |
| 23                                                                 |                                                   | Отто ван Рес                            | 1884                    | 1888                    |                                                      |
| 24                                                                 |                                                   | Корнеліс Пійнакер Гордейк               | 1888                    | 1893                    |                                                      |
| 24                                                                 | Вільгельміна (23 листопада 1890 – 4 вересня 1948) | Корнеліс Пійнакер Гордейк               | 1888                    | 1893                    |                                                      |
| 25                                                                 |                                                   | Карел Герман Аарт ван дер Вейк          | 1893                    | 1899                    |                                                      |
| 26                                                                 |                                                   | Віллем Розебом                          | 1899                    | 1904                    |                                                      |
| 27                                                                 |                                                   | Йоганнес Бенедиктус ван Гьотц           | 1904                    | 1909                    |                                                      |
| 28                                                                 |                                                   | Александер Віллем Фредерик Іденбург     | 1909                    | 1916                    |                                                      |
| 29                                                                 |                                                   | Йохан Пауль ван Лімбург-Стірум          | 1916                    | 1921                    |                                                      |
| 30                                                                 |                                                   | Дірк Фок                                | 1921                    | 1926                    |                                                      |
| 31                                                                 |                                                   | Андріс Корнеліс Дірк де Графф           | 1926                    | 1931                    |                                                      |
| 32                                                                 |                                                   | Боніфацій Корнеліс де Йонге             | 1931                    | 1936                    |                                                      |
| 33                                                                 |                                                   | Алідіус Т'ярда ван Старкенборг Стахауер | 1936                    | 1942                    |                                                      |
| —                                                                  |                                                   | Губертус ван Мук                        | 1942                    | 1948                    |                                                      |
| —                                                                  |                                                   | Луїс Бел                                | 1948                    | 1949                    | Юліана (4 вересня 1948 – 27 грудня 1949)             |
| —                                                                  |                                                   | Тоні Ловінк                             | 1949                    | 1949                    | Юліана (4 вересня 1948 – 27 грудня 1949)             |